# Alarik Böök
Alexander Alarik Böök, född 23 juli 1866 i Padasjoki, död 6 juli 1936 i Helsingfors, var en finländsk skådespelare och målare. 
Böök var 1884–1889 anställd vid Finska teatern, uppträdde 1903 på Arkadiateatern och lämnade därpå scenen för att helt ägna sig åt måleriet, för vilket han utbildat sig bland annat genom studier i Paris. Han var en begåvad porträtt- och landskapsmålare.